# Friesoythe
Friesoythe è una città di 22 612 abitanti, della Bassa Sassonia, in Germania.
Appartiene al circondario (Landkreis) di Cloppenburg (targa CLP).